# Pilea pitresia
Pilea pitresia es una especie de planta del género Pilea, perteneciente a la familia Urticaceae.

## Taxonomía
Pilea pitresia fue descrita por Ignatz Urban y Erik Leonard Ekman en 1930.

## Distribución
Se encuentra en el territorio de Haití.